# Hlawani
Hlawani (ukrainisch Главані; russisch Главаны Glawany, rumänisch Glăvani) ist ein Dorf in der ukrainischen Oblast Odessa mit etwa 2000 Einwohnern (2024) und einer Fläche von 2,96 km².

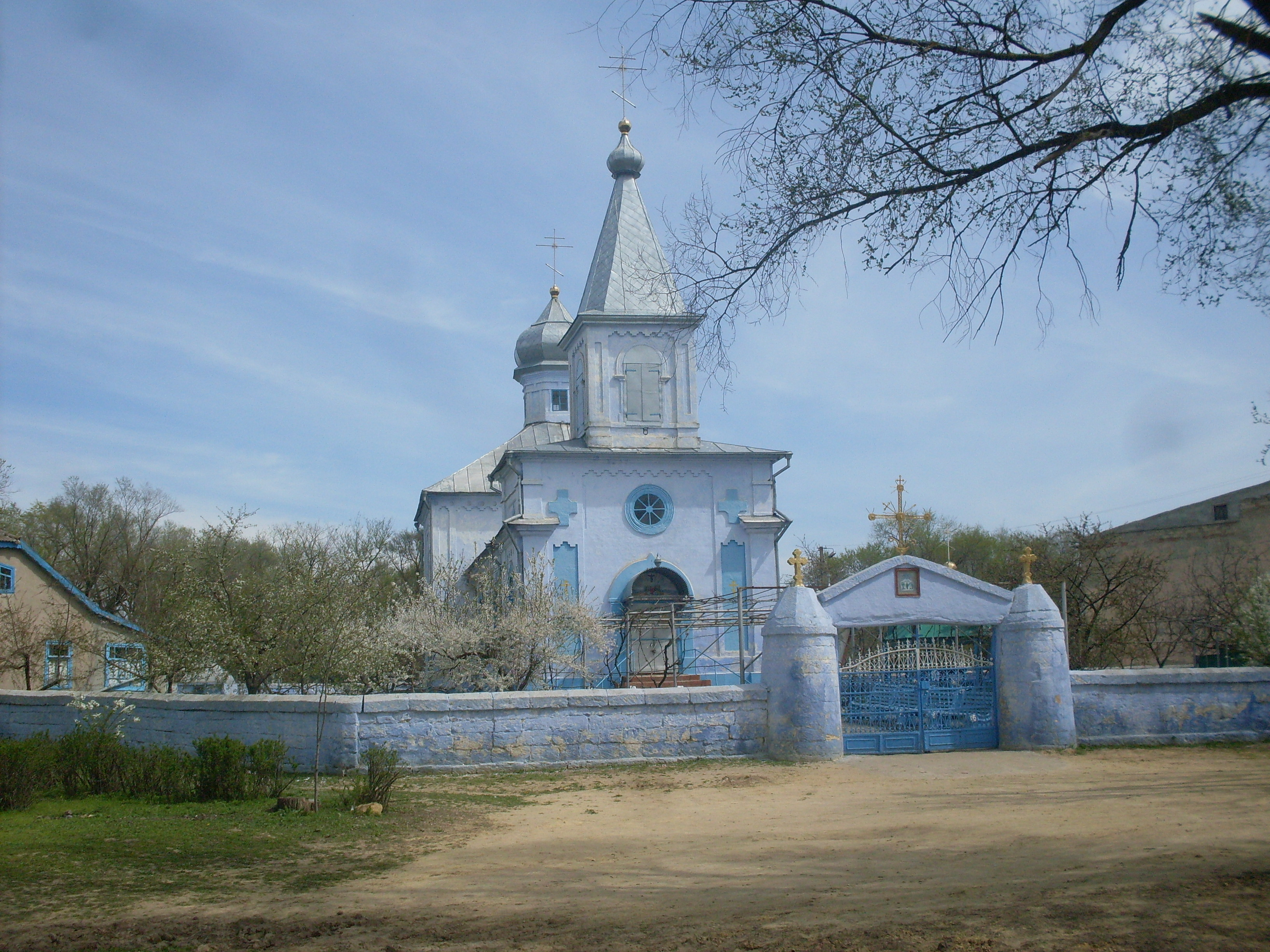
Himmelfahrtskirche von 1881 im Jahr 2010

Das 1830 von Bulgaren gegründete Dorf liegt auf 34 m Höhe am Ufer der Alijaha (Аліяга), einem 65 km langen Zufluss des 60 km² großen Kytaj-Sees (Китай), 25 km südwestlich vom ehemaligen Rajonzentrum Arzys und 162 km südwestlich vom Oblastzentrum Odessa.
Durch das Dorf verläuft die Territorialstraße T–16–08. Es besitzt eine Bahnstation an der Bahnstrecke Arzys–Ismajil.
Am 12. Juni 2020 wurde das Dorf ein Teil der Stadtgemeinde Arzys; bis dahin bildete es die Landratsgemeinde Hlawani (Главанська сільська рада/Hlawanska silska rada) im Süden des Rajons Arzys.
Seit dem 17. Juli 2020 ist es ein Teil des Rajons Bolhrad.